# Marco Aburio
Marco Aburio  fue un político romano del siglo II a. C. perteneciente a la gens Aburia.

## Familia
Aburio fue miembro de la gens Aburia, quizá hermano de Cayo Aburio. Fue padre de Marco Aburio Gémino.

## Carrera pública
Aburio nació alrededor del año 216. En 187 a. C. ocupó el tribunado de la plebe cuando se opuso a la concesión de un triunfo a Marco Fulvio Nobilior, amenazando incluso con vetarlo. Sin embargo, retiró sus objeciones tras la intervención de Tiberio Sempronio Graco, otro tribuno de aquel año. En 176 a. C. fue elegido pretor peregrino.